# Tesáre
Tesáre este o comună slovacă, aflată în districtul Topoľčany din regiunea Nitra. Localitatea se află la altitudinea de 207 m deasupra n.m., se întinde pe o suprafață de 13,54 km2 și în 2017 număra 721 de locuitori.

## Istoric
Localitatea Tesáre este atestată documentar din 1390.

## Demografie
| An:                | 1994 | 2004   | 2014   | 2024   |
| ------------------ | ---- | ------ | ------ | ------ |
| Număr de persoane: | 685  | 725    | 727    | 704    |
| Diferență:         |      | +5,83% | +0,27% | −3,16% |

| An:                | 2023 | 2024   |
| ------------------ | ---- | ------ |
| Număr de persoane: | 700  | 704    |
| Diferență:         |      | +0,57% |